# グラム (北欧神話)

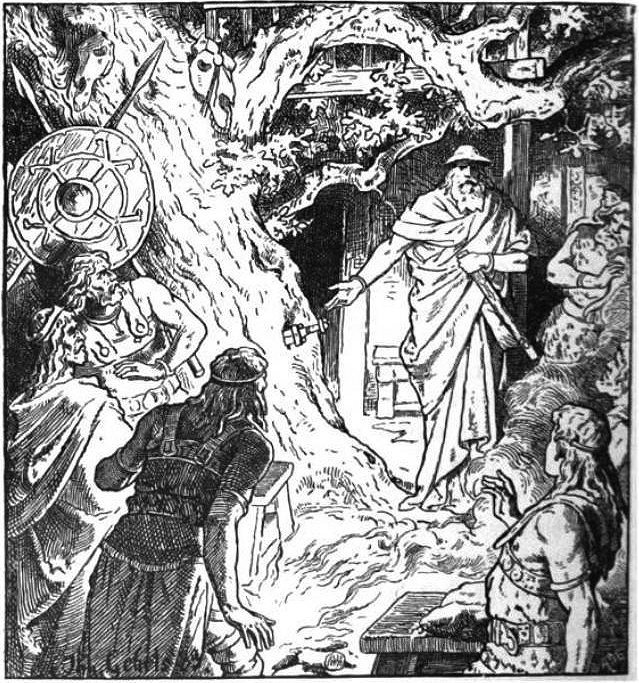
グラムを木の幹に突き刺すオーディン。ヨハネス・ゲーツ画（1889年）

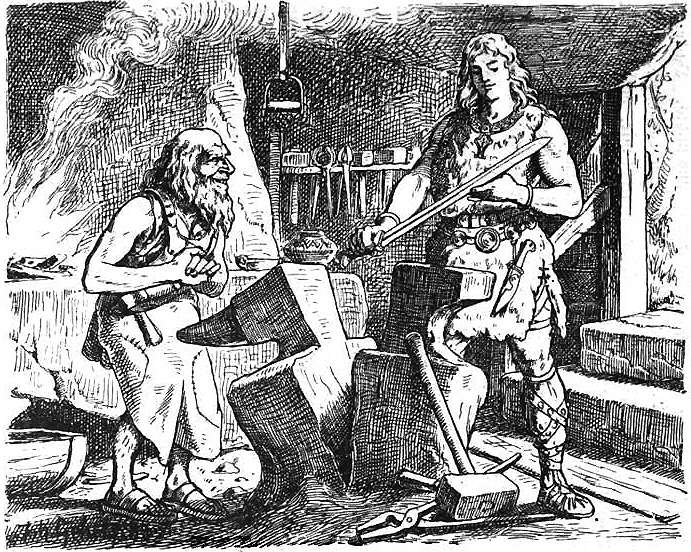
剣を検分するシグルズ。同（1901年）

グラム（Gram）は、北欧神話に登場する剣のひとつ。その名は古ノルド語で怒りを意味する。 古エッダではファフニールを殺すためにレギンからシグルズに与えられるが、『ヴォルスンガ・サガ』では出自が異なりオーディンからシグムンドへ与えられ、後に息子のシグルズに受け継がれたものとされる。石や鉄も容易く切り裂いたといわれている。鍛え直された後の長さは7スパン（およそ140センチメートル）あった。『ニーベルンゲンの歌』のバルムンク、『ニーベルングの指環』のノートゥングのモデルとされる。
『ヴォルスンガ・サガ』によると、王シゲイル（en）とシグムンドの双子の妹シグニューとの結婚の饗宴にオーディンがこの剣を携えて現れ、リンゴの巨木にこれを突き立て、引き抜くことが出来た者に与えると言った。居合わせた者は順に試したが叶わず、シグムンドがこれを抜いて自分のものとした。シグムンドは長らく戦勝をこの剣と共にしていたが、リュングヴィ王との戦いの際、戦場に現れたオーディンの槍の一撃で剣を折られた。与えられた剣が折れたことで現世での恩寵を失ったと悟ったシグムンドは、これ以上長らえることを望まず、剣の破片を保存し鍛え直すことを妻ヒョルディースに遺言したが、このときに「グラム」と名付けられた。
その後、シグムンドの息子シグルズは鍛冶を生業とする養父レギンの元で育ち、レギンから財宝を守る竜ファフニール（実はレギンの兄）の話をされた。シグルズは竜を退治すると申し出て、そのための剣を鍛えるようレギンに頼んだ。2度の失敗の後、シグルズは母を訪ね父の形見の折れた剣を受け取ってレギンのもとへ持って行き、技を尽くして剣を鍛えることを求めた。レギンは3度目にしてついにグラムを作り出した。レギンは竜退治に行くように急かしたが、シグルズは約束は守ると誓った上で、先に父の敵討ちに出征し復讐を果たした。
竜を倒したシグルズは竜の心臓の血を舐め、鳥の言葉を理解するようになった。シグルズは、レギンが自分を殺そうと企んでいると鳥たちが話しているのを聞き、逆に彼をグラムで殺した。
シグルズは義兄たちに図られ暗殺される時に、自分を刺したグトホルムにグラムを投げつけ、彼を腰のところで両断したとされる。